# Government Agents vs Phantom Legion
Government Agents vs Phantom Legion (bra: A Legião Fantasma) é um seriado estadunidense de 1951, gênero ação e espionagem, dirigido por Fred C. Brannon, em 12 capítulos, estrelado por Walter Reed e Mary Ellen Kay. Foi produzido e distribuído pela Republic Pictures, e veiculou nos cinemas estadunidenses a partir de 4 de julho de 1951.[carece de fontes?]
Foi o 58º entre os 66 seriados produzidos pela Republic Pictures, e apresenta um enredo que combina intriga internacional e ação, envolvendo a negociação de produtos críticos para a segurança nacional e um bando de agentes estrangeiros.[carece de fontes?]

## Sinopse
Dois agentes do governo dos EUA, Hal Duncan e Sam Bradley, devem evitar que agentes de uma potência estrangeira, liderados por Regan e Cady, seqüestrem caminhões e roubem materiais de defesa que estão sendo transportados pelo caminhão. Eles são contratados por uma associação de transporte interestadual cujos caminhões têm sido alvos principais de seqüestro, o que torna evidente que um dos quatro diretores da Associação - Armstrong, Crandall, Thompson ou Willard - é o líder secreto deste bando e lhes fornece informações sobre os carregamentos e as rotas.[carece de fontes?]

## Elenco
- Walter Reed … Hal Duncan
- Mary Ellen Kay … Kay Roberts
- Dick Curtis … Regan
- Fred Coby … Cady
- John Pickard … Sam Bradley
- Pierce Lyden … Armstrong
- Arthur Space … Crandall
- Mauritz Hugo … Thompson
- George Meeker … Willard

## Produção
Government Agents vs. Phantom Legion foi orçado em $153,083, porém seu custo final foi $153,612, e foi o mais barato seriado da Republic em 1951. Foi filmado entre 1 e 23 de maio de 1951, sob o título provisório Government Agents vs. Underground Legion, e foi a produção nº 1931.

## Lançamento

### Cinemas
O lançamento oficial de Government Agents vs. Phantom Legion é datado de 4 de julho de 1951, porém essa é a data da disponibilização do 6º capítulo. Como era costume da Republic na época, foi seguido pelo relançamento do seriado Haunted Harbor, reintitulado Pirates' Harbor, ao invés de um novo seriado.O próximo seriado original lançado pela Republic seria Radar Men from the Moon, em 1952.

## Capítulos
1. River of Fire (20 min)
2. The Stolen Corpse (13 min 20s)
3. The Death Drop (13 min 20s)
4. Doorway to Doom (13 min 20s)
5. Deadline for Disaster (13 min 20s)
6. Mechanical Homicide (13 min 20s)
7. The Flaming Highway (13 min 20s)
8. Sea Saboteurs (13 min 20s)
9. Peril Underground (13 min 20s)
10. Execution by Accident (13 min 20s)
11. Perilous Plunge (13 min 20s)
12. Blazing Retribution (13 min 20s)

Fonte: